# Von der Liebe (Tschechow)
Von der Liebe (russisch О любви, O ljubwi) ist eine Erzählung des russischen Schriftstellers Anton Tschechow, die im Augustheft 1898 der Moskauer Zeitschrift Russkaja Mysl erschien. Der Autor hatte den Text im Frühsommer 1898 auf seinem Landsitz Melichowo in der Nähe von Moskau verfasst. 1917 kam die Übertragung von Alexander Eliasberg in Weimar heraus.
Von der Liebe ist die letzte der Binnenerzählungen aus der Kleinen Trilogie.
Der um die vierzig Jahre alte Gutsbesitzer Pawel Konstantinytsch Aljochin erzählt eine Geschichte aus längst vergangener Zeit; berichtet von seiner unglücklichen Liebe zur verheirateten Anna Alexejewna.

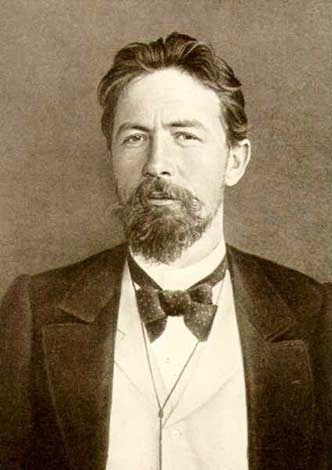
Anton Tschechow

## Inhalt
Gelegentlich wird die Arbeit Aljochins auf seinem ererbten Gut in Sofjino von Fahrten in die Kreisstadt unterbrochen. Er war zum Friedensrichter gewählt worden und arbeitet in dieser Funktion mit Luganowitsch, dem stellvertretenden Präsidenten des Kreisgerichts, zusammen. Aljochin lernt Luganowitschs um die 22-jährige Frau Anna kennen und lieben. Die „schöne, gütige, intelligente und bezaubernde Frau“ hat ein sechs Monate altes Kind. Aljochin kann daheim in Sofjino Anna nicht vergessen. Bei neuerlichen Stadtaufenthalten wird er mit der Zeit im Hause Luganowitschs gern gesehen. Dem – trotz unablässiger Arbeit in Sofjino – doch eigentlich armen Aljochin werden von den Luganowitschs Geschenke überreicht. Er revanchiert sich mit Gegengeschenken, bestehend aus Schlachtgeflügel, Butter und Blumen. Aljochin kann nicht verstehen, weshalb Anna an den viel älteren Luganowitsch geraten ist und nicht an ihn.
Aljochin erzählt: „...wir gestanden uns nicht unsere Liebe, sondern verbargen sie schüchtern und eifersüchtig.“ Jahre später, Anna hat bereits ein zweites Kind von ihrem Ehemann, trennt sich das seltsame Liebespaar für immer. Während des Abschieds verlässt sowohl Aljochin als auch Anna die jahrelang aufgebrachte Kraft. Er umarmt und küsst die Geliebte. Anna schmiegt ihr Gesicht an seine Brust. Er gesteht ihr seine Liebe und begreift seinen Fehler. Aljochin ist nicht „von dem Höchsten“ ausgegangen, sondern hatte sich ständig eingeredet, die Liebe zu einer verheirateten Frau sei Sünde.

## Deutschsprachige Ausgaben

### Erstausgabe
- Anton Tschechow: Von der Liebe. Novellen. Deutsch von Alexander Eliasberg. 181 Seiten. Kiepenheuer, Weimar 1917 in der Liebhaber-Bibliothek Bd. 42[7]

### Verwendete Ausgabe
- Von der Liebe. Deutsch von Gerhard Dick. S. 365–375 in Wolf Düwel (Hrsg.): Anton Tschechow: Die Dame mit dem Hündchen. Meistererzählungen. (enthält noch: Die Gattin. Anna am Halse. Weißstirnchen. Der Mord. Ariadna. Das Haus mit dem Zwischenstock. Mein Leben. Die Bauern. Der Petschenege. In der Heimat. Auf dem Wagen. Bei Bekannten. Der Mensch im Futteral. Die Stachelbeeren. Jonytsch. Ein Fall aus der Praxis. Herzchen. Das Neue Landhaus. Auf der Dienstreise. Zur Weihnachtszeit. In der Schlucht. Der Bischof. Die Braut). 612 Seiten. Rütten & Loening, Berlin 1967 (1. Aufl.)